# 萧乐子
萧乐子（?—?），字闺子，南兰陵郡兰陵县（今江苏省常州市武进区）人，东晋官员，南齐开国皇帝萧道成的祖父。
永嘉之乱，祖父淮阴县令萧整、父亲即丘县令萧隽过江居住在晋陵郡武进县之东城里。北方人寓居江左，侨置本土，加以南名，于是萧乐子家族为南兰陵兰陵人。萧乐子官居辅国将军府参军。其子萧承之在刘宋担任右将军，升明二年（478年）九月，追赠太常。
皇祖太常卿府君神室奏《凯容乐》歌辞：“神宫懋邺，明寝昌基。德凝羽缀，道鬯容辞。假我帝绪，懿我皇维。昭大之载，国齐之祺。”

## 子
- 西平郡太守萧奉之，蕭遙欣的嗣曾祖父[1]
- 齊宣帝萧承之
- 員外郎萧爰之，蕭景先的祖父[2]